# Wietrzychowice
Wietrzychowice è un comune rurale polacco del distretto di Tarnów, nel voivodato della Piccola Polonia.
Ricopre una superficie di 48,58 km² e nel 2004 contava 4 211 abitanti.